# Dan Quayle
Dan Quayle, właśc. James Danforth Quayle (ur. 4 lutego 1947 w Indianapolis) – amerykański polityk, 44. wiceprezydent Stanów Zjednoczonych w latach 1989–1993.
W 1969 r. ukończył DePauw University i w latach 1969–1975 służył w Gwardii Narodowej stanu Indiana. W 1974 ukończył prawo w Indiana University i został wydawcą i dyrektorem zarządzającym w Huntington Herald-Press. W 1976 został wybrany do Izby Reprezentantów Kongresu amerykańskiego, z ramienia republikanów. W 1980 został wybrany do Senatu Stanów Zjednoczonych, uzyskując ponownie mandat w 1986 r.
W 1988 kandydat na prezydenta George H.W. Bush zaproponował mu wspólny start w wyborach prezydenckich. Początkowo nie traktowany poważnie przez media, Quayle okazał się skutecznym prezesem prezydenckiej rady ds. konkurencyjności w biznesie, której zadaniem była deregulacja amerykańskiej gospodarki w duchu liberalizmu.
Podczas kampanii prezydenckiej w 1988 r. demokrata Lloyd Bentsen wypowiedział pod jego adresem słynne zdanie: Panie senatorze, żaden z pana Jack Kennedy. W 1991 Quayle został uhonorowany nagrodą Ig Nobla w dziedzinie edukacji, za demonstrowanie, lepiej niż ktokolwiek inny, potrzeby edukacji naukowej. Poprawił on podczas wizyty w szkole poprawnie napisane na tablicy słowo „potato” (ziemniak) na potatoe.
Ponownie nominowany na stanowisko wiceprezydenta w 1992, jednak w wyborach para Bush-Quayle przegrała z Demokratami Billem Clintonem i Alem Gore’em.
Bez skutku ubiegał się o nominację Partii Republikańskiej na prezydenta w 2000 roku.